# Miriam Krekel
Miriam-Charlotte Krekel (* 5. Mai 1977 in Nürnberg) ist eine deutsche Boulevard-Journalistin und seit Oktober 2022 Leiterin der Journalistenschule an der FreeTech Academy.

## Werdegang
Krekel begann ihre journalistische Karriere als Polizeireporterin bei der Hamburger Morgenpost, wechselte im Jahr 2002 zur Hamburg-Redaktion von Bild. Bis 2007 war sie erst als Ressortleiterin Polizei und später als stellvertretende Redaktionsleiterin eingesetzt, 2008 wurde sie Ressortleiterin Unterhaltung der bundesweiten Ausgabe und anschließend Ressortleiterin Nachrichten.
Von 2010 bis 2016 war sie Redaktionsleiterin der Bild-Ausgabe Berlin/Brandenburg, von 2017 bis 2022 war sie Chefredakteurin der B.Z..

## Persönliches
Miriam Krekel hat drei Kinder. Sie ist die Tochter der 2013 verstorbenen Schauspielerin Hildegard Krekel.